# U-268 (tàu ngầm Đức)
U-268 là một tàu ngầm tấn công  Lớp Type VII thuộc phân lớp Type VIIC được Hải quân Đức Quốc Xã chế tạo trong Chiến tranh Thế giới thứ hai. Nhập biên chế năm 1942, nó chỉ kịp thực hiện được một chuyến tuần tra duy nhất và đánh chìm được một tàu buôn tải trọng 14.547 GRT cùng ba tàu chiến có tổng tải trọng 873 tấn. Trên đường quay trở về căn cứ sau chuyến tuần tra, U-268 bị một máy bay ném bom Vickers Wellington của Không quân Hoàng gia Anh đánh chìm tại vịnh Biscay vào ngày 19 tháng 2, 1943.

## Thiết kế và chế tạo

### Thiết kế

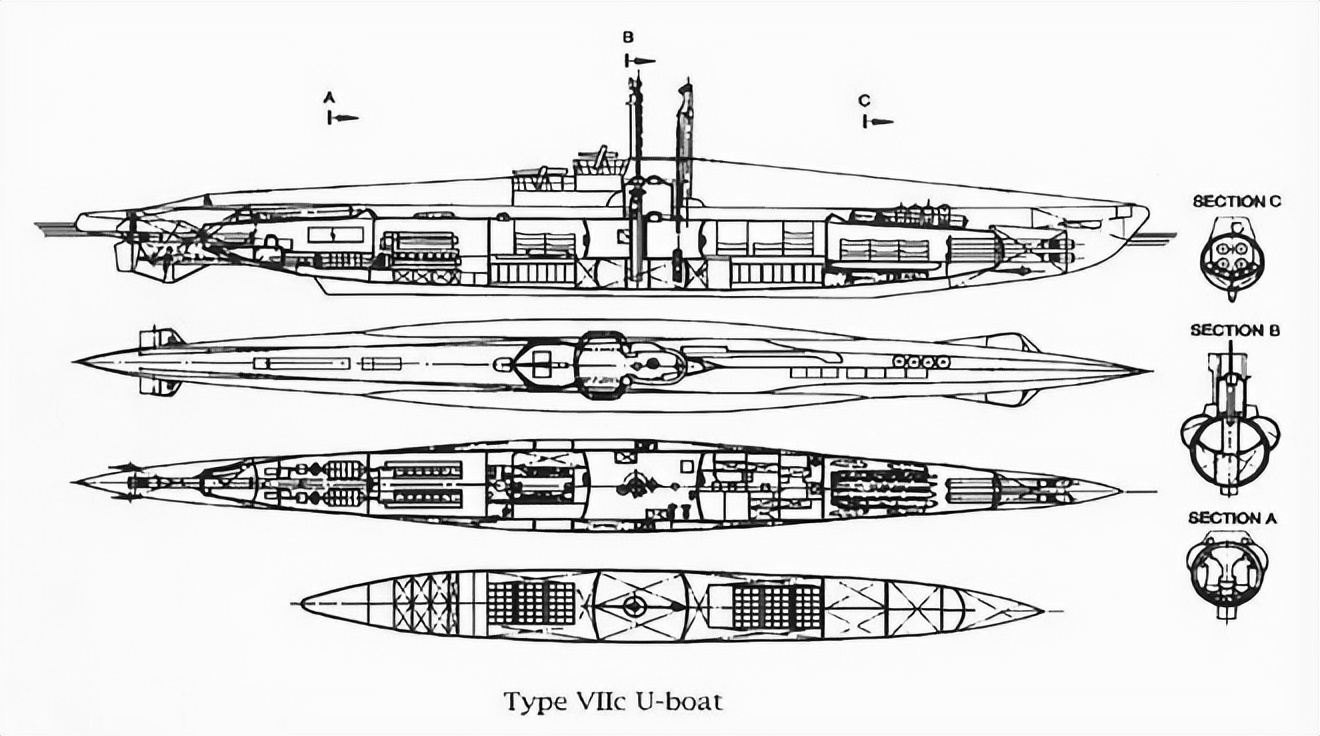
Sơ đồ các mặt cắt một tàu ngầm Type VIIC

Phân lớp VIIC của Tàu ngầm Type VII là một phiên bản VIIB được kéo dài thêm. Chúng có trọng lượng choán nước 769 t (757 tấn Anh) khi nổi và 871 t (857 tấn Anh) khi lặn). Con tàu có chiều dài chung 67,10 m (220 ft 2 in), lớp vỏ trong chịu áp lực dài 50,50 m (165 ft 8 in), mạn tàu rộng 6,20 m (20 ft 4 in), chiều cao 9,60 m (31 ft 6 in) và mớn nước 4,74 m (15 ft 7 in).
Chúng trang bị hai động cơ diesel Germaniawerft F46 siêu tăng áp 6-xy lanh 4 thì, tổng công suất 2.800–3.200 PS (2.100–2.400 kW; 2.800–3.200 bhp), dẫn động hai trục chân vịt đường kính 1,23 m (4,0 ft), cho phép đạt tốc độ tối đa 17,7 kn (32,8 km/h), và tầm hoạt động tối đa 8.500 nmi (15.700 km) khi đi tốc độ đường trường 10 kn (19 km/h). Khi đi ngầm dưới nước, chúng sử dụng hai động cơ/máy phát điện AEG GU 460/8–27 tổng công suất 750 PS (550 kW; 740 shp). Tốc độ tối đa khi lặn là 7,6 kn (14,1 km/h), và tầm hoạt động 80 nmi (150 km) ở tốc độ 4 kn (7,4 km/h). Con tàu có khả năng lặn sâu đến 230 m (750 ft).
Vũ khí trang bị có năm ống phóng ngư lôi 53,3 cm (21 in), bao gồm bốn ống trước mũi và một ống phía đuôi, và mang theo tổng cộng 14 quả ngư lôi, hoặc tối đa 22 quả thủy lôi TMA, hoặc 33 quả TMB. Tàu ngầm Type VIIC bố trí một hải pháo 8,8 cm SK C/35 cùng một pháo phòng không 2 cm (0,79 in) trên boong tàu. Thủy thủ đoàn bao gồm 4 sĩ quan và 40-56 thủy thủ.

### Chế tạo
U-268 được đặt hàng vào ngày 20 tháng 1, 1941, và được đặt lườn tại xưởng tàu của hãng Bremer-Vulkan-Vegesacker Werft ở Bremen vào ngày 4 tháng 9, 1941. Nó được hạ thủy vào ngày 9 tháng 6, 1942, và nhập biên chế cùng Hải quân Đức Quốc Xã vào ngày 29 tháng 7, 1942 dưới quyền chỉ huy của Hạm trưởng, Trung úy Hải quân Ernst Heydemann.

## Lịch sử hoạt động
Sau khi hoàn thành việc chạy thử máy và huấn luyện trong thành phần Chi hạm đội U-boat 8, U-268 được điều sang Chi hạm đội U-boat 1 từ ngày 1 tháng 2, 1943 để hoạt động trên tuyến đầu.
U-268 chuyển căn cứ hoạt động từ Kiel đến cảng Bergen, Na Uy vào đầu tháng 1, 1943, rồi xuất phát từ cảng này vào ngày 10 tháng 1 cho chuyến tuần tra duy nhất trong chiến tranh. Nó băng qua khe GIUK giữa quần đảo Faroe và Iceland để hoạt động trong Bắc Đại Tây Dương về phía Tây Nam Iceland. Tại đây vào ngày 17 tháng 1, nó đã phóng ngư lôi tấn công Đoàn tàu HX 222, và đã đánh chìm Vestfold 14.547 GRT, một tàu xưởng săn cá voi Na Uy được trưng dụng để chở hàng, tại tọa độ 61°25′B 26°12′T / 61,417°B 26,2°T. Hàng hóa được Vestfold vận chuyển bao gồm ba xuồng đổ bộ HMS LCT-2239, LCT-2267 và LCT-2344 (291 tấn mỗi chiếc) được chất trong boong tàu, nên U-268 còn được ghi công đã đánh chìm ba tàu chiến.
Trên đường quay trở về căn cứ sau chuyến tuần tra, vào ngày 19 tháng 2, 1943, U-268 bị một máy bay ném bom Vickers Wellington trang bị đèn Leigh thuộc Liên đội 172 Không quân Hoàng gia Anh tấn công bằng mìn sâu. U-268 bị đánh chìm ở vị trí về phía Tây St. Nazaire trong vịnh Biscay, tại tọa độ 47°03′B 05°56′T / 47,05°B 5,933°T. 44 thành viên thủy thủ đoàn còn lại trên tàu đều tử trận.

### "Bầy sói" tham gia
U-268 từng tham gia năm bầy sói:
- Habicht (10 – 15 tháng 1, 1943)
- Falke (15 – 19 tháng 1, 1943)
- Haudegen (19 tháng 1, – 2 tháng 2, 1943)
- Nordsturm (2 – 9 tháng 2, 1943)
- Haudegen (9 – 10 tháng 2, 1943)

### Tóm tắt chiến công
U-268 đã đánh chìm được một tàu buôn tải trọng 14.547 GRT cùng ba tàu chiến tổng tải trọng 873 tấn:
| Ngày             | Tên tàu      | Quốc tịch              | Tải trọng | Số phận      |
| ---------------- | ------------ | ---------------------- | --------- | ------------ |
| 17 tháng 1, 1943 | Vestfold     | Panama                 | 14.547    | Bị đánh chìm |
| 17 tháng 1, 1943 | HMS LCT-2239 | Hải quân Hoàng gia Anh | 291       | Bị đánh chìm |
| 17 tháng 1, 1943 | HMS LCT-2267 | Hải quân Hoàng gia Anh | 291       | Bị đánh chìm |
| 17 tháng 1, 1943 | HMS LCT-2344 | Hải quân Hoàng gia Anh | 291       | Bị đánh chìm |